# Dendrodoris grisea
Dendrodoris grisea is een slakkensoort uit de familie van de Dendrodorididae. De wetenschappelijke naam van de soort is voor het eerst geldig gepubliceerd in 1858 door Kelaart.